# Manuel Saitzew
Manuel Saitzew, né le 11 novembre 1885 à Kiev et mort le 18 mars 1951 à Zurich, est un économiste russo-suisse.
Il est professeur d'économie politique à l'Université de Zurich de 1921 à 1951.

## Biographie

### Origines et famille
Manuel Saitzwe naît le 11 novembre 1885 à Kiev, sous l'Empire russe.
Son père, Moise Saitzwe, est un grand industriel ; sa mère est née Sara Margoline.
Il épouse Raissa Meerson en 1914.

### Études
Il fait des études d'ingénieur aux écoles polytechniques de Kiev et de Karlsruhe de 1903 à 1910, puis d'économie politique et de statistique à l'université de Munich jusqu'en 1913. Il obtient l'année suivante un doctorat à l'école polytechnique de Karlsruhe.

### Parcours universitaire
Il immigre en Suisse au début de la Première Guerre mondiale, d'abord à Genève puis à Zurich.
Il est privat-docent de statistique à l'Université de Zurich à partir de 1915, puis également d'économie politique à partir de 1916. Il est nommé professeur extraordinaire en 1921, puis ordinaire en 1923. Considéré comme un excellent enseignant, il occupe son poste de professeur jusqu'en 1951,.
Il s'intéresse en particulier à l'histoire de l'économie sociale.
Il est largement sollicité comme expert, notamment dans le domaine de la politique des transports et du marché de l'électricité suisses. Il est notamment l'éditeur d'une étude internationale sur le chômage contemporain. 

### Mort et crémation
Il meurt le matin du 18 mars 1951 dans une clinique privée de Zurich (Hirslanden), à l'âge de 65 ans.
Il est incinéré l'après-midi du 22 mars 1951 au crématorium de Zurich.

## Publications
- (de) Die Motorenstatistik : Ihre Methode und ihre Ergebnisse : Eine Studie aus dem Gebiete der internationalen Wirtschaftsstatistik (thèse d'habilitation), Zurich, Rascher (de), 1918, 275 p.
- (de) Die Kosten der Wasserkraft und ihre Abhängigkeit von der Höhe des Arbeitslohnes, Zurich, Rascher (de), 1919, 112 p.[6]
- (de) Die Bekämpfung der Wohnungsnot : Gutachten erstattet dem Schweiz. Verband zur Förderung des gemeinnützigen Wohnungsbaues, Zurich, Schweiz. Verband zur Förderung des gemeinnützigen Wohnungsbaues, 1920, 130 p.[7]
- (de) Die Brauerei Hürlimann 1867-1927  (ill. Otto Baumberger), Zurich, Brauerei Hürlimann, 1927, 178 p.
- Mission et régime des chemins de fer dans l'économie nationale : Contribution à l'étude du problème de la concurrence entre le chemin de fer et l'automobile, Berne, Libr.-Edition S.A., 1932, 88 p.[8],[9]
- (de) Adolf Agthe, Manuel Saitzew (dir.) et Julius Wyler, Die Arbeitslosigkeit der Gegenwart : Teil 1. Sachverhalt und Problemstellung, Munich et Leipzig, Duncker & Humblot, 1932, 174 p.[10]
- (de) Die volkswirtschaftlichen Aufgaben und die wirtschaftspolitische Behandlung der Eisenbahnen : Ein Beitrag zur Beurteilung des Wettbewerbes zwischen Eisenbahn und Automobil, Berne, Libr.-Edition, 1932, 92 p.
- (de) Die Zweckmässigkeit einer Grossmarkthalle für Obst und Gemüse in Zürich : Gutachten erstattet dem Stadtrat von Zürich, Zurich, Schulthess, 1944, 208 p.

## Bibliothèque
Sa bibliothèque privée, composée de plusieurs milliers d'ouvrage et de brochures de socioéconomie, est conservée à la Bibliothèque centrale de Zurich.